# Xia (staat)
Xia of Da Xia (407 - 431) was een niet-Chinese dynastie die regeerde over een deel van Noord-China tijdens de periode van de Zestien Koninkrijken (304-439). Toen was dat gebied verdeeld in staten die voor het merendeel door niet-Chinese ruiternomaden waren gevormd. Xia wordt door Cui Hong (478 – 525) in zijn Lente- en herfstannalen van de Zestien Koninkrijken gerekend tot de laatste van de Zestien Koninkrijken.

## Samenvattend overzicht
De dynastie werd in 407 gesticht door Liu Bobo (劉勃勃, 381-425) van de Tiefu, een stam van de Zuidelijke Xiongnu. Hij benoemde zich tot "Hemelse Koning" 天王, Tianwang). De staat Da Xia omvatte het noordelijke gedeelte van de huidige provincie Shaanxi en delen van Gansu en Binnen-Mongolië. Kern vormde het Ordos-gebied. Er was eerst geen hoofdstad, Liu Bobo trok van slagveld naar slagveld. Pas in 413 werd een hoofdstad, Tongwan (統萬) gebouwd. Tevens veranderde Liu Bobo zijn familienaam Liu in Helian (赫連). In 418 werd Chang'an veroverd en riep Helian Bobo zich uit tot keizer. Omdat hij zich vooral bezig hield met militaire campagnes en plunderingen, hebben staatsinstellingen zich nauwelijks kunnen ontwikkelen. Xia werd in 431 veroverd door de Noordelijke Wei-dynastie.

## Politieke geschiedenis

### Voorgeschiedenis
Helian Bobo werd in 381 geboren als Liu Bobo (劉勃勃). Hij was afkomstig uit een familie van stamhoofden van de Tiefu, een stam van de (Zuidelijke) Xiongnu. Zijn vader, Liu Weichen (劉衛辰, r.359-391) was een vazal van Fu Jian (苻堅, r.357–385), heerser over Vroegere Qin en voerde voortdurend een strijd met Dai (315-376), de staat van de Tuoba, een stam van de Xianbei. In 376 veroverde Fu Jian de staat Dai en verdeelde dat rijk. Liu Weichen ontving het gebied ten westen van de Gele Rivier en werd benoemd tot Westelijke Chanyu (西單于). Na de nederlaag bij de Slag aan de Fei-rivier in 383 viel Vroegere Qin uiteen en kon de Noordelijke Wei-dynastie hun Tuoba-staat Dai herstellen. In 391 vielen de Tiefu hen aan, maar werden verslagen. Liu Weichen werd tijdens de achtervolging gedood en de Wei brachten uiteindelijk meer dan 5.000 van zijn clan-leden om het leven. Slechts de jongste zoon van Liu Weichen, de op dat moment tienjarige Liu Bobo wist aan het bloedbad te ontkomen.
Liu Bobo vluchtte naar Tai Xifu (太悉伏), stamleider van de Xuegan (薛干), die hem weigerde uit te leveren aan Wei en doorstuurde naar Moyigan (沒弈干, Meiyigan), stamleider van de Xianbei-Poduolan (破多蘭) in Gaoping (高平, het huidige Guyuan in Ningxia) en een vazal van Latere Qin (384-417). Hij verschafte Liu Bobo onderdak en gaf hem een van zijn dochters, dame Poduolan (破多蘭夫人) tot echtgenote. Liu Bobo kwam in contact met Yao Xing (r.394-416), heerser van Latere Qin. Die was in een voortdurende strijd verwikkeld met de Tuoba van de Wei-dynastie. Yao Xing raakte onder de indruk van zijn kwaliteiten en benoemde Liu Bobo tot hertog van Wuyuan (五原公). Verder maakte hij hem als Anbei-generaal (安北將軍, de "generaal die vrede brengt in het noorden") verantwoordelijk voor de verdediging van de commanderij Shuofang (朔方, nabij het huidige Baotou) in het noordelijke Ordos-gebied tegen de Noordelijke Wei.
Toen Yao Xing in 407 vredesonderhandelingen met de Tuoba begon, verzette Liu Bobo zich hiertegen. Hij nam liever wraak voor de moord op zijn vader en zijn clan-leden door de Tuoba (Noordelijke Wei) en kwam in opstand tegen Yao Xing. Hij versterkte zijn leger door eerst 8.000 paarden te roven die de khan van de Rouran als tribuut naar Yao Xing had gestuurd en daarna zijn schoonvader te overvallen. Die was op dat moment generaal in dienst van Yao Xing. Moyigan werd gedood en zijn leger werd ingelijfd bij het leger van Liu Bobo. Over het lot van de dochter van Moyigan, de vrouw van Liu Bobo, staat in de bronnen niets vermeld.

### Helian Bobo (407-424)
In 407 verklaarde Liu Bobo zich onafhankelijk en benoemde zichzelf tot "Hemelse Koning" (天王, Tianwang) en "Grote Chanyu" (大單于, Da Chanyu). Hij noemde zijn staat "Da Xia" (大夏) naar de Xia-dynastie, waarvan hij claimde een afstammeling te zijn. Hij nam een eigen jaartitel aan, Longsheng (龍昇, 407-412). Zijn voorouders ontvingen postume namen. Zijn over-overgrootvader Liu Gaoshengyuan (劉誥升爰, r.272-309) werd keizer Yuan (元皇帝), zijn overgrootvader Liu Hu (劉虎, 309-341) werd keizer Jing (皇帝), zijn grootvader Liu Wuhuan (劉務桓, r.341-356) werd keizer Xuan (宣皇帝) en zijn vader Liu Weichen (r.359-391) werd keizer Huan (桓皇帝). Die ontving tevens als tempelnaam Taizu (太祖).
Liu Bobo concentreerde zich vooraleerst op de strijd met Latere Qin. In 408 stuurde Yao Xing een leger onder leiding van zijn generaal Qi Nan (齊難) naar Liu Bobo, die Qi Nan versloeg. Een groot deel van het noordelijk gebied van Latere Qin (dat wil zeggen het noorden van het huidige Shaanxi) kwam zo in handen van Xia. In 409 werd een legermacht onder de persoonlijke leiding van Yao Xing eveneens verslagen. Deze voortdurende oorlog putte Latere Qin steeds verder uit. 

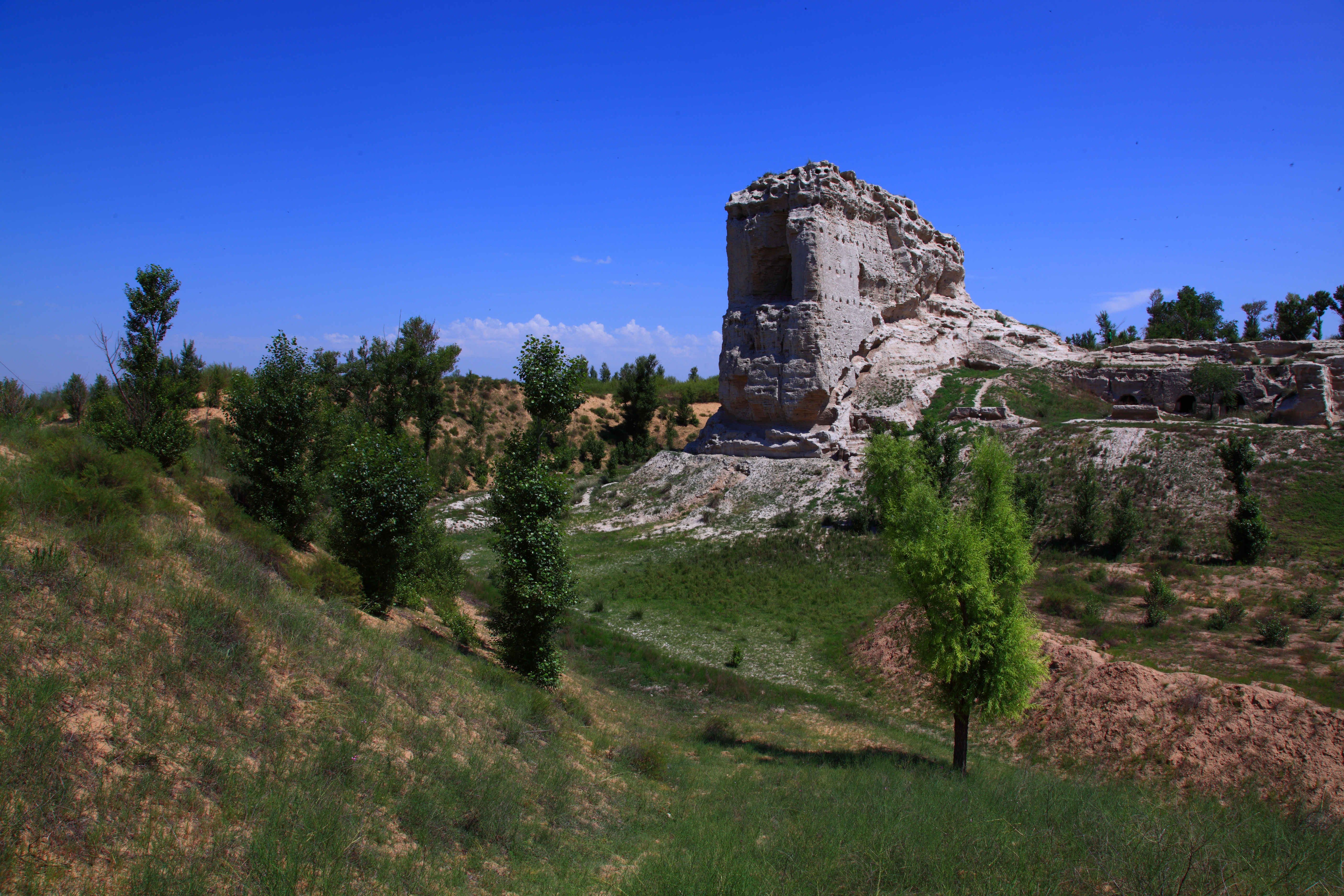
De ruïnes van Tongwan in Yulin.

Liu Bobo had geen permanent hoofdkwartier, maar vocht steeds vanuit de plaats waar op dat moment zijn legerbasis was gevestigd. Pas in 413 gaf hij zijn generaal Chigan Ali (叱乾阿利) opdracht een hoofdstad in het noorden van het Ordos-gebied te bouwen. De muren werden zeer moeilijk doordringbaar door ze te maken van aangestampte aarde (pisé), die daarna gestoomde werd. Als bij wijze van test met een priem een gaatje in de muur kon worden geprikt dat dieper was dan van tevoren vastgesteld, werd de verantwoordelijke bouwvakker geëxecuteerd. Liu Bobo noemde zijn stad Tongwan (統萬), de "Stad van waaruit tienduizenden worden bestuurd". De ruïnes liggen in het huidige district Jingbian (靖邊縣) in Yulin, noordelijk Shaanxi.
Eveneens in 413 veranderde Liu Bobo zijn familienaam van Liu naar Helian (赫連). De cultuurhistoricus Chen Sanping stelde in 1998 dat helian afkomstig was uit de taal van de Xiongnu en verwant was met qilian (祁連), dat hemel betekende. Helian Bobo koos ook een nieuwe jaartitel, Fengxiang (鳳翔, 413-417). Zijn vrouw kreeg in 413 of 414 de titel "Hemelse prinses" en werd in 418 benoemd tot keizerin Liang (梁皇后). Zijn zoon Helian Gui (赫連璝) werd tot kroonprins benoemd, de andere zonen ontvingen de adellijke titel gong (公, hertog).
In 416 overleed Yao Xing en werd als heerser van Latere Qin opgevolgd door zijn zoon Yao Hong (姚泓, r.416-417). Er volgde een troonstrijd. De Jin-generaal Liu Yu maakte hiervan gebruik en begon een offensief tegen Latere Qin. Nog in 416 veroverde hij de oostelijke helft, waaronder de stad Luoyang en in 417 nam hij de hoofdstad Chang'an in. Yao Hong gaf zich over en werd met zijn familieleden geëxecuteerd. Dit betekende het einde van de staat Latere Qin. Liu Yu keerde terug naar de Jin-hoofdstad Jiankang en zal daar in 420 de Liu Song-dynastie gaan vestigen. Hij liet de verdediging van Chang'an nominaal over aan zijn elfjarige zoon Liu Yizhen (劉義真, 407–424). Daar brak prompt onenigheid uit tussen de verschillende generaals. Helian Bobo profiteerde hiervan en zond een troepenmacht richting Chang'an onder leiding van kroonprins Helian Gui, Helian Chang (赫連昌, een andere zoon) en generaal Wang Maide (王買德). Het Jin-leger werd verslagen en de stad ingenomen. Helian Bobo gaf bij zijn aankomst in Chang'an een groot banket voor zijn soldaten, bouwde een altaar in Bashang (霸上, het huidige Lantian 藍田 in het zuidoosten van Xi'an) en riep zichzelf uit tot keizer (稱帝, cheng di). Hij koos als nieuwe jaartitel Zhenxing (真興 419-424). De hoofdstad werd echter niet verplaatst naar Chang'an, omdat Tongwan beter verdedigbaar was tegen de Noordelijke Wei. Hij droeg het bestuur van Chang'an over aan kroonprins Helian Gui.
In 424 nam Helian Bobo om onbekende redenen de titel kroonprins af van Helian Gui en benoemde een jongere zoon, Helian Lun (赫連倫) tot troonopvolger. Toen Helian Gui dit vernam, kwam hij in opstand en doodde Helian Lun. Zijn verzet werd neergeslagen door een andere zoon, Helian Chang. Hij doodde op zijn beurt Helian Gui en werd tot kroonprins benoemd. In de zomer van 425 stierf Helian Bobo en Helian Chang volgde hem op. Helian Bobo ontving als postume naam "keizer Wulie van Xia" (夏武烈帝, Xia Wuliedi) en als tempelnaam Shizu (世祖).

### Annexatie door de Noordelijke Wei

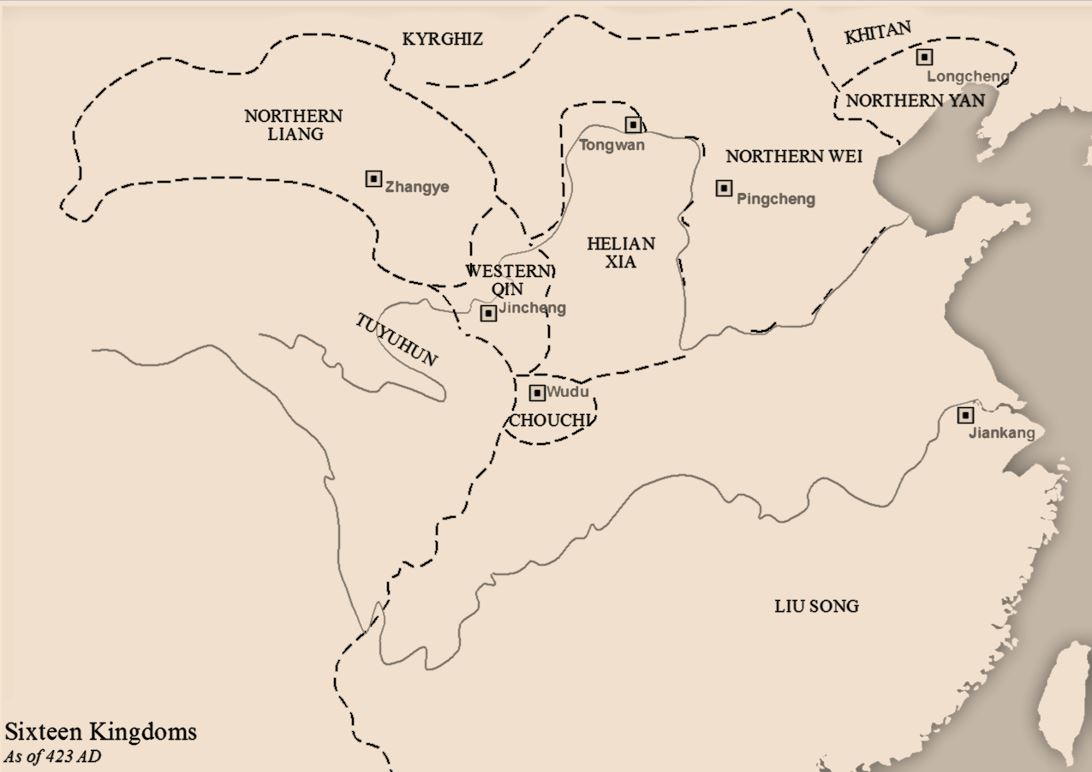
Noord-China in 423. De staat Xia is aangegeven als Helian Xia.

In 426 viel Qifu Chipan (乞伏熾磐, r.412-428), heerser van Westelijke Qin (385–400, 409–431), zijn noordwestelijke buurstaat Noordelijke Liang (397–439) aan. De heerser van die staat, Juqu Mengxun (沮渠蒙遜, r.401-433) zocht en kreeg ondersteuning van Xia en samen brachten zij Westelijke Qin een zware nederlaag toe. Terwijl Xia militair bezig was, stak keizer Taiwu (r.423-452) van de Noordelijke Wei de bevroren Gele Rivier over en viel tijdens de winterwende van 426 Tongwan aan. De stad kon niet worden ingenomen, wel werd de omgeving geplunderd, waarna keizer Taiwu zich terugtrok. Tegelijkertijd vielen nog twee Wei-legereenheden Xia binnen. Generaal Pu Ji (普幾) veroverde Shancheng (陝城, ten westen van het huidige Sanmenxia in Henan) en trok richting Chang'an. Toen hij onderweg plotseling overleed trok zijn legereenheid zich terug. Generaal Xi Jin (奚斤, 369-448, oorspronkelijk Daxi Jin 達奚斤) richtte zich op Puban (蒲坂, het huidige Yuncheng in Shanxi), dat werd verdedigd door Helian Yisheng (赫连乙升). Toen die het onjuiste bericht ontving dat Tongwan zou zijn gevallen vluchtte hij naar Chang'an, dat werd verdedigd door Helian Zhuxing (赫連助興, broer van keizer Helian Chang). Beiden vluchtten naar Anding (安定, het huidige Pingliang in Gansu, generaal Daxi Jin kon het zuidelijk deel van Xia veroveren en Chang'an innemen.
In het voorjaar van 427 stuurde Helian Chang zijn broer Helian Ding met een troepenmacht naar het zuiden om Chang'an te heroveren. Keizer Taiwu van de Noordelijke Wei maakte hier gebruik van en belegerde Tongwan opnieuw. Een tegenaanval van Helian Chang mislukte, zijn broer Helian Man (赫連滿) en zijn neef Helian Mengxun (赫连蒙逊) sneuvelden. Terwijl zijn leger op de vlucht sloeg, vluchtte Helian Chang naar Shanggui (上邽, het huidige Tianshui in Gansu) in plaats van terug te keren naar de hoofdstad. Tongwan viel in handen van de Noordelijke Wei. 
Toen hij hoorde wat er gebeurd was, staakte Helian Ding zijn campagne en voegde zich bij zijn broer in Shanggui. Daar ontving hij van hem de titel "Prins van Pingyuan" (平原王). In het voorjaar van 428 belegerden de troepen van de Noordelijke Wei Shanggui. Helian Chang viel de belegeraars aan, maar toen zijn paard struikelde en hij op de grond viel werd hij gevangen genomen. Helian Chang werd overgebracht naar de hoofdstad van de Noordelijke Wei, Pingcheng (平城, in het huidige Datong, Shanxi), waar hij met hoffelijkheid werd ontvangen. 
Helian Ding keerde in 428 terug naar Pingliang (in Oost-Gansu) en riep zichzelf uit tot nieuwe keizer. Daxi Jun zette de achtervolging in, maar Helian Ding kon hem bij een tegenaanval gevangen nemen. Generaal Qiudun Dui (丘敦堆, †428) van de Noordelijke Wei vluchtte na deze nederlaag naar Chang'an en besloot om samen met het garnizoen dat de stad moest verdedigen ook die stad op te geven. Helian Ding kon zo Chang'an met het omliggende Guanzhong (關中, het Wei-dal) heroveren.
In het najaar van 430 volgde een nieuwe aanval van de Noordelijke Wei op Pingliang, nu onder de persoonlijke leiding van keizer Taiwu. Helian Ding kon de opmars van de Noordelijk Wei niet meer stoppen. Hij leed begin 431 een vernietigende nederlaag toen hij Pingliang wilde ontzetten en vluchtte naar Shanggui. Toen de Noordelijk Wei Pingliang en daarna ook Anding (安定) innamen, zag Helian Ding in dat ook Shanggui niet meer kon worden behouden. 
Ondertussen had Qifu Mumo (乞伏暮末, r.427-431), de heerser van Westelijke Qin (385-431) besloten zich over te geven aan de Noordelijke Wei. Als beloning zou hij Pingliang en Anding als leengoed ontvangen, nadat die steden door de Noordelijke Wei op Xia zouden zijn veroverd. Qifu Mumo trok met 14.000 huishoudens naar het oostelijk gelegen Nan'an (南安, het huidige Longxi 隴西 in Gansu). Het door hem verlaten gebied werd in bezit genomen door de nomadenstam van de Tuyuhun. Nan'an werd zo de laatste stad die nog in handen was van de Westelijke Qin. Helian Ding gaf zijn oom Helian Weifa (赫連韋伐) in de lente van 431 opdracht om Nan'an in te nemen. Gedwongen door een hongersnood moest Qifu Mumo zich overgeven. Helian Weifa leverde hem uit aan Helian Ding, die in Shanggui meer dan 500 leden van de Qifu-clan liet onthoofden. Westelijke Qin hield daarmee op te bestaan. 
Helian Ding trok vervolgens westwaarts, met de bedoeling Noordelijke Liang te vernietigen en het grondgebied over te nemen. Tijdens het oversteken van de Gele Rivier liep hij in een hinderlaag gelegd door Murong Mugui (慕容慕璝, r.424-436), khan van de Tuyuhun en werd gevangengenomen. Dit betekende het einde van de staat Xia. Helian Ding werd in de lente van 432 door de Tuyuhun uitgeleverd aan de Noordelijke Wei, die hem vervolgens executeerden.
Helian Chang verbleef ondertussen in de hoofdstad van de Noordelijke Wei, waar hij de adellijke titel Kuaiji Gong (會稽公) had ontvangen, die in 430 werd gewijzigd in "Prins van Qin" (秦王). Hij was getrouwd met prinses Shiping (始平公主), een zus van de keizer. In 434 vluchtte hij om onduidelijke redenen naar het westen, maar werd bij de Gele Rivier onderschept en gedood. Ook al zijn nog overgebleven broers werden geëxecuteerd.

## Overzicht van de heersers van Da Xia
- 407 Koninkrijk Da Xia: Liu Bobo (vanaf 413 Helian Bobo)
- 418 keizerrijk Da Xia: Helian Bobo, Helian Chang, Helian Ding
- 431 geannexeerd door de Noordelijke Wei-dynastie en militair verslagen door de Tuyuhun

| Persoonsnaam                     | Regeer-periode | Postume naam                                                          | Tempelnaam     | Jaartitel(s)                                                                                     |
| -------------------------------- | -------------- | --------------------------------------------------------------------- | -------------- | ------------------------------------------------------------------------------------------------ |
| Helian Bobo (赫連勃勃) (381-425) | 407-424        | (Xia) Wuliedi (夏武烈帝)                                              | Shizu (夏世祖) | - Longsheng 龍昇, 407-412 - Fengxiang 鳳翔, 413-417 - Changwu 昌武, 418 - Zhenxing 真興, 419-424 |
| Helian Chang (赫連昌) (?-434)    | 424-427        | (Xia) Feizhu (夏廢主) (de Afgezette Keizer) / prins van Qin (秦王)    | -              | - Yongguang 永光, 425-427                                                                        |
| Helian Ding (赫連定) (?-432)     | 427-431        | (Xia) Houzhu (夏後主) (de Laatste Keizer) / prins van Pingkang 平康王 | -              | - Shengguang 勝光, 428-431                                                                       |

## Historiografische bronnen
De belangrijkste Chinese historiografische bronnen voor Xia zijn:
- Lente- en herfstannalen van de Zestien Koninkrijken (oorspronkelijk uit 528):
  - De verkorte reconstructie uit 938: juan 16.
  - De reconstructie uit 1585 in de herziene versie uit 1781: juan 66-69.
- Boek van de Jin uit 648: juan 130.
- Geschiedenis van het Noorden uit 659: juan 93.
- Zizhi tongjian (Doorlopende spiegel tot hulp bij het bestuur) uit 1084: juan 114-122.

## Geraadpleegde literatuur
- Corradini, Piero, 'The Barbarian States in North China' in: Central Asiatic Journal, 50 (2006), pp.163-232. Hier met name: pp.226-277.
- Franke, Otto, Geschichte des chinesischen Reiches. Eine Darstellung seiner Entstehung, seines Wesens und seiner Entwicklung bis zur neuesten Zeit, Berlijn (Walter de Gruyter) 2001, (oorspronkelijke uitgave 1936) ISBN 3-11-017034-5. Band 2 Der konfuzianische Staat I. Der Aufstieg zur Weltmacht. Hier met name: pp.115-116, pp.142-144, pp.191-194.
- Holcombe, Charles, 'The Sixteen Kingdoms' in: Dien, Albert E. en N. Knapp (eds.), The Cambridge History of China, Vol. 2, The Six Dynasties, 220–589, Cambridge (Cambridge University Press) 2019, ISBN 9781107020771, pp.119-144. Hier met name: pp.141-142.
- Sanping Chen, "Sino-Tokharico-Altaica. Two Linguistic Notes" in: Central Asiatic Journal 42 (1998), pp.24-43. Op pp.33-37 wordt de betekenis van Helian vanuit de taal van de Xiongnu uitgelegd.